# Park istarskih velikana
Park istarskih velikana, gradski park u središtu Pazina. Park je posvećen značajnim osobama istarske povijesti, a svakoj od njih podignuta je bista u parku. Među 14 različitih bista mogu se pronaći one biskupa Jurja Dobrile, književnika Vladimira Nazora, narodnih heroja Joakima Rakovca, Olge Ban, Giuseppea Budicina - Pina, Vjekoslava Ivančića i drugih. U parku su zasađene rijetke biljne vrste.